# اوکتاوین دو سن-ژله
اوکتاوین دو سن-ژُله (به فرانسوی: Octavien de Saint-Gelais) شاعر و مترجم قرن پانزدهم میلادی اهل فرانسه است.